# Selaginella laxa
Selaginella laxa är en mosslummerväxtart som beskrevs av Antoine Frédéric Spring. Selaginella laxa ingår i släktet mosslumrar, och familjen mosslummerväxter. Inga underarter finns listade i Catalogue of Life.